# 버지니아 브라운 페어
버지니아 브라운 페어(Virginia Brown Faire, 1904년 6월 26일 ~ 1980년 6월 30일)는 미국의 배우이다.

## 영화
- 웨스트 오브 더 디바이드 (1934년)
- 잃어버린 세계 (1925년)
- 피터 팬 (1924년)